# Patriarchaat Grado
Het patriarchaat Grado kan zijn oorsprong terugvoeren op Marcus de Evangelist.
Oorspronkelijk zetelde de opvolger van Marcus in de stad Aquileia, maar ten tijde van de Longobardische invallen (568) werd de zetel van de metropoliet verplaatst naar het veiliger Grado op een eilandje voor de Adriatische kust. De vlucht was mede ingegeven door het feit dat de Longobarden het Ariaanse geloof aanhingen, maar tegelijkertijd ontstond er een scheuring –het schisma van de Driekapittelstrijd– die tot 608 zou duren. In Aquileia zetelde inmiddels ook een aartsbisschop die nog bijna een eeuw het schisma trouw bleef. De beide kerkvorsten bestookten elkaar een tijdlang met banvloeken. Door het schisma ontstonden er twee onafhankelijke kerkprovincies. 
- De aartsbisschop van Aquileia bestuurde het vasteland van de oude provincie Venetia;
- de metropoliet (later patriarch) van Grado was verantwoordelijk voor Istrië en de lagunes, waaronder de stad Venetië.

Een bekend patriarch van Grado was Fortanerius van Vassal, tevoren generaal-overste van de franciscanen (14e eeuw). In 1451 werd de zetel van Grado met die van Castello samengevoegd tot het aartsbisdom Venetië. In 1451 kreeg de aartsbisschop van Venetië voor het eerst de eretitel patriarch van Venetië.
Jeruzalem · Lissabon · Venetië

Titulair patriarchaat: Oost-Indië · West-Indië

Voormalig patriarchaat: Latijns patriarchaat van Alexandrië · Latijns patriarchaat van Antiochië · Aquileja · Latijns patriarchaat van Constantinopel · Grado · Patriarchaat van het Westen